# 고영탁
고영탁(1960년 9월 6일~)은 KBS 드라마본부의 선임 프로듀서이다.

## 학력
- 부산대학교 사범대학 부설고등학교(1979년 졸업)
- 부산대학교 독어독문학과 학사
- 서울대학교 인문대학원 독어독문학과 석사

## 경력
- KBS 드라마본부 PD (1985년 입사)
- KBS TV제작본부 드라마운영팀장 (과장급)
- KBS 드라마본부 편성기획팀장 (국장급)
- KBS 미디어 콘텐츠사업본부 본부장
- KBS 드라마본부 센터장 (본부장급)

## 수상 경력
- 2006 제58회 이탈리아상 시상식 TV드라마부문 대상
- 2006 제1회 서울 드라마 어워즈 특별상

## 작품 활동
| 제작년도 | 방송 | 제목                   | 역할      | 비고 |
| -------- | ---- | ---------------------- | --------- | ---- |
| 1996     | KBS2 | 귀여운 여자            | 연출      |      |
| 1999     | KBS2 | 학교 2                 | 연출      |      |
| 2003     | KBS1 | 노란 손수건            | 편성 기획 |      |
| 2006     | KBS2 | 황진이                 | 편성 기획 |      |
| 2006     | KBS2 | 눈의 여왕              | 편성 기획 |      |
| 2007     | KBS1 | 하늘만큼 땅만큼        | 편성 기획 |      |
| 2008     | KBS2 | 엄마가 뿔났다          | 편성 기획 |      |
| 2008     | KBS2 | 아빠 셋 엄마 하나      | 편성 기획 |      |
| 2008     | KBS2 | 연애결혼               | 편성 기획 |      |
| 2008     | KBS2 | 바람의 나라            | 편성 기획 |      |
| 2009     | KBS2 | 꽃보다 남자            | 편성 기획 |      |
| 2017     | KBS1 | 무궁화 꽃이 피었습니다 | 연출      |      |
| 2022     | KBS1 | 내 눈에 콩깍지         | 연출      |      |